# Lowell (Oregon)
Lowell az Amerikai Egyesült Államok északnyugati részén, Oregon állam Lane megyéjében, a Dexter-víztározó északi partján, a Willamette-folyó középső elágazásánál helyezkedik el. A 2010. évi népszámláláskor 1045 lakosa volt. A város területe 3,08 km², melyből 0,83 km² vízi.
A városba a forgalom főképp a fedett Lowell hídon áramlik be; ez a híd keresztezi az 58-as út felől a víztározót.
A város postahivatala 1883 óta működik. A város nevét a Maine állambeli Lowellről kapta.

## Földrajz és éghajlat

### Földrajz
A Népszámlálási Hivatal adatai alapján a város területe 3,08 km², melyből 0,83 km² vízi. Lowellt három víztározó (Dexter, Lookout Point és Fall Creek) határolja, ezért népszerű a pihenni vágyó eugene-iek és springfieldiek körében.

### Éghajlat
A város éghajlata eltér az alacsonyabban fekvő Eugene-étől. Előbbihez képest évente 200 mm-rel több eső és 51 mm-rel több hó esik. Lane megye közepén nem szokásos a hó, így ez az 51 mm jelentős. A város magasabban lévő területein több eső és hó hull. A víztározók környékén vastag téli köd figyelhető meg.
| Hónap                         | Jan.  | Feb.  | Már. | Ápr. | Máj. | Jún. | Júl. | Aug. | Szep. | Okt. | Nov. | Dec.  | Év    |
| ----------------------------- | ----- | ----- | ---- | ---- | ---- | ---- | ---- | ---- | ----- | ---- | ---- | ----- | ----- |
| Rekord max. hőmérséklet (°C)  | 21,1  | 22,8  | 26,1 | 28,9 | 33,9 | 38,3 | 38,9 | 41,1 | 38,3  | 31,7 | 22,8 | 22,2  | 41,1  |
| Átlagos max. hőmérséklet (°C) | 8,3   | 10,6  | 12,8 | 15,0 | 18,3 | 21,7 | 26,1 | 26,7 | 23,3  | 17,2 | 11,1 | 7,8   | 16,6  |
| Átlaghőmérséklet (°C)         | 5,3   | 6,7   | 8,4  | 10,3 | 12,3 | 15,9 | 19,2 | 19,5 | 17,0  | 12,2 | 8,1  | 5,0   | 11,7  |
| Átlagos min. hőmérséklet (°C) | 2,2   | 2,8   | 3,9  | 5,6  | 7,2  | 10,0 | 12,2 | 12,2 | 10,6  | 7,2  | 5,0  | 2,2   | 6,8   |
| Rekord min. hőmérséklet (°C)  | −14,4 | −13,9 | −5,0 | −2,2 | −1,1 | 2,2  | 4,4  | 5,5  | 0,6   | −2,8 | −8,9 | −16,1 | −16,1 |
| Átl. csapadékmennyiség (mm)   | 152   | 127   | 124  | 109  | 91   | 58   | 18   | 20   | 41    | 89   | 178  | 175   | 1182  |
| Forrás: The Weather Channel   |       |       |      |      |      |      |      |      |       |      |      |       |       |

## Népesség

### 2010
A 2010-es népszámláláskor a városnak 1 045 lakója, 397 háztartása és 298 családja volt. A népsűrűség 339,3 fő/km². A lakóegységek száma 436, sűrűségük 141,6 db/km². A lakosok 90,9%-a fehér, 1,7%-a indián, 0,7%-a ázsiai, 0,7%-a egyéb-, 6% pedig kettő vagy több etnikumú. A spanyol vagy latino származásúak aránya 3,5% (2,3% mexikói, 0,5% Puerto Ricó-i, 0,8% pedig egyéb spanyol/latino származású).
A háztartások 35,8%-ában élt 18 évnél fiatalabb. 58,9% házas, 10,1% egyedülálló nő, 6% pedig egyedülálló férfi; 24,9% pedig nem család. 19,1% egyedül élt; 3,3%-uk 65 éves vagy idősebb. Egy háztartásban átlagosan 2,63 személy élt; a családok átlagmérete 2,97 fő.
A medián életkor 38,1 év volt. A város lakóinak 27,5%-a 18 évesnél fiatalabb, 4% 18 és 24 év közötti, 26,8%-uk 25 és 44 év közötti, 32,7%-uk 45 és 64 év közötti, 4,2%-uk pedig 65 éves vagy idősebb. A lakosok 50,8%-a férfi, 49,2%-uk pedig nő.

### 2000
A 2000-es népszámláláskor a városnak 857 lakója, 315 háztartása és 236 családja volt. A népsűrűség 359,7 fő/km². A lakóegységek száma 342, sűrűségük 143,5 db/km². A lakosok 91,83%-a fehér, 1,98%-a indián, 0,23%-a ázsiai, 0,23 a Csendes-óceáni szigetekről származik, 1,28%-a egyéb-, 4,43% pedig kettő vagy több etnikumú. A spanyol vagy latino származásúak aránya 4,55% (2,2% mexikói, 0,6% Puerto Ricó-i, 1,8% pedig egyéb spanyol/latino származású).
A háztartások 37,5%-ában élt 18 évnél fiatalabb. 58,4% házas, 13% egyedülálló nő; 24,8% pedig nem család. 18,7% egyedül élt; 6,7%-uk 65 éves vagy idősebb. Egy háztartásban átlagosan 2,72 személy élt; a családok átlagmérete 3,1 fő.
A város lakóinak 27,9%-a 18 évnél fiatalabb, 10,5%-a 18 és 24 év közötti, 29,6%-a 25 és 44 év közötti, 23,8%-a 45 és 64 év közötti, 8,2%-a pedig 65 éves vagy idősebb. A medián életkor 34 év volt. Minden 18 évnél idősebb 100 nőre 96,6 férfi jut; a 18 évnél idősebb nőknél ez az arány 98,1.
A háztartások medián bevétele 35 536 amerikai dollár, ez az érték családoknál $41 563. A férfiak medián keresete $31 484, míg a nőké $18 125. A város egy főre jutó bevétele (PCI) $14 078. A családok 11,5%-a, a teljes népesség 8,3%-a élt létminimum alatt; a 18 év alattiaknál ez a szám 18,6%, a 65 évnél idősebbeknél pedig 2,8%.

## Fordítás
Ez a szócikk részben vagy egészben  a   Lowell, Oregon című angol Wikipédia-szócikk ezen változatának fordításán alapul.  Az eredeti cikk szerkesztőit annak laptörténete sorolja fel. Ez a jelzés csupán a megfogalmazás eredetét és a szerzői jogokat jelzi, nem szolgál a cikkben szereplő információk forrásmegjelöléseként.